# Nachtjagdgeschwader 1
La Nachtjagdgeschwader 1 (NJG 1) (1er escadre de chasse nocturne) est la première unité de chasseurs de nuit de la Luftwaffe de la Seconde Guerre mondiale. 

## Opérations
Le NJG 1 a opéré sur Bf 109 (uniquement au tout début), mais principalement sur Bf 110 et Ju 88 ainsi que sur Do 17, 215 et 217, et fut la seule à utiliser le He 219.
À la fin de la guerre, la NJG 1 sera l'unité de chasse de nuit ayant eu le plus de succès avec 2 311 victoires de jour comme de nuit, pour environ 676 membres d'équipage tués au combat.

## Organisation

### Stab
Formé le 22 juin 1940 à Deelen-Arnhem.
Geschwaderkommodore (Commandant d'escadre) :
| Début            | Fin          | Grade          | Nom                 |
| ---------------- | ------------ | -------------- | ------------------- |
| 26 juin 1940     | 30 juin 1943 | Oberst         | Wolfgang Falck (en) |
| 1er juillet 1943 | Mars 1944    | Oberst         | Werner Streib       |
| Mars 1944        | Mai 1945     | Oberstleutnant | Hans-Joachim Jabs   |

### I. Gruppe
Formé le 22 juin 1940 à Mönchen-Gladbach avec :
- I./NJG 1 à partir du Stab I./ZG 1
- 1./NJG 1 nouvellement créée
- 2./NJG 1 à partir de la 2./ZG 1
- 3./NJG 1 à partir de la 3./ZG 1

Le 1er juillet 1940, la 1./NJG 1 d'origine est renommée 5./NJG 1 tandis qu'une seconde 1./NJG 1 est reformée à partir de la 10./ZG 26).
Le 7 septembre 1940, la 3./NJG 1 fait elle mouvement sur Deelem et devient la 4./NJG 1 tandis qu'une seconde 3./NJG 1 est formée à partir de la 1./ZG 76.
Le 5 avril 1942, la 1./NJG 1 à nouveau renommée 7./NJG 4 et une troisième 1./NJG 1 voit le jour à partir des rescapés du I./NJG 1.
En décembre 1942, la 3./NJG 1 est également renommée 5./NJG 5 et une troisième 3./NJG 1 est reformée à partir du reste du I./NJG 1.
Le 1er août 1943, la 1./NJG 1 est une dernière fois renommée 10./NJG 5 et une quatrième 1./NJG 1 est reformée à partir des éléments restants du I./NJG 1.
Le 30 mars 1945, le I./NJG 1 est réduit à une seule staffel, la 1./NJG 1 (quatrième du nom) quand le Stab., 2. et 3./NJG 1 sont dissous.
Gruppenkommandeur (Commandant de groupe) :
| Début             | Fin               | Grade     | Nom                    |
| ----------------- | ----------------- | --------- | ---------------------- |
| 1er juillet 1940  | 6 octobre 1940    | Hauptmann | Günther Radusch (en)   |
| 18 octobre 1940   | 1er juillet 1943  | Major     | Werner Streib          |
| 1er juillet 1943  | 27 septembre 1943 | Hauptmann | Hans-Dieter Frank (en) |
| 28 septembre 1943 | 21 janvier 1944   | Hauptmann | Manfred Meurer         |
| Janvier 1944      | 1er octobre 1944  | Major     | Paul Förster           |
| 2 octobre 1944    | 8 mai 1945        | Hauptmann | Werner Baake (en)      |

### II. Gruppe
Formé le 22 juin 1940 à Amsterdam-Schiphol équipés de chasseurs Messerschmitt Bf 109D à partir du IV.(N)/JG 2 avec : 
- Stab II./NJG 1 à partir du Stab IV./JG 2
- 4./NJG 1 à partir de la 10(N)./JG 2
- 5./NJG 1 à partir de la 11(N)./JG 2
- 6./NJG 1 à partir de la 12(N)./JG 2

Le 1er juillet 1940, le II./NJG 1 est renommé III./NJG 1 avec :
- Stab II./NJG 1 devient Stab III./NJG 1
- 4./NJG 1 devient 7./NJG 1
- 5./NJG 1 devient 8./NJG 1
- 6./NJG 1 devient 9./NJG 1

Reformé le 1er juillet 1940 à Düsseldorf avec :
- Stab II./NJG 1 nouvellement créé
- 4./NJG 1 à partir de la Zerst.Sta./KG 30
- 5./NJG 1 à partir de la 1./NJG 1
- 6./NJG 1 nouvellement créée

Le 7 septembre 1940, le II./NJG 1 est renommé I./NJG 2 et fait mouvement sur Gilze-Rijen avec :
- Stab II./NJG 1 devient Stab I./NJG 2
- 4./NJG 1 devient 1./NJG 2
- 5./NJG 1 devient 2./NJG 2
- 6./NJG 1 devient 3./NJG 2

Reformé le 7 septembre 1940 à Deelen-Arnhem à partir du I./ZG 76 avec :
- Stab II./NJG 1 à partir du Stab I./ZG 76
- 4./NJG 1 à partir de la 3./NJG 1
- 5./NJG 1 à partir de la 2./ZG 76
- 6./NJG 1 à partir de la 3./ZG 76

Le 4./NJG 1 utilise des avions Dornier Do 17Z jusqu'en décembre 1940, et ensuite des Dornier Do 215.
Le 1er novembre 1941, le 4./NJG 1 est renommée 5./NJG 2, et une nouvelle 4./NJG 1 est reformée avec les rescapés du II./NJG 1.
En mai 1942, le 4./NJG 1 devient cette fois 9./NJG 4 tandis qu'une nouvelle 4./NJG 1 est reformée avec les éléments du II./NJG 1.
Le 30 mars 1945, le II./NJG 1 est réduit à une seule staffel, la 4./NJG 1 quand le Stab., 5. et 6./NJG 1 sont dissous.
Gruppenkommandeure :
| Début            | Fin              | Grade     | Nom                               |
| ---------------- | ---------------- | --------- | --------------------------------- |
| 22 juin 1940     | 1er juillet 1940 | Hauptmann | Conrad von Bothmer                |
| 1er juillet 1940 | 7 septembre 1940 | Hauptmann | Karl-Heinrich Heyse               |
| 7 septembre 1940 | 6 octobre 1940   | Hauptmann | Graf von Stillfried und Rattonitz |
| 6 octobre 1940   | 17 novembre 1943 | Major     | Walter Ehle (en)                  |
| 18 novembre 1943 | 25 octobre 1944  | Major     | Eckart-Wilhelm von Bonin (en)     |
| 26 octobre 1944  | 8 mai 1945       | Hauptmann | Adolf Breves                      |

### III. Gruppe
Formé le 1er juillet 1940 à Düsseldorf équipés de chasseurs Messerschmitt Bf 109D à partir du
II./NJG 1 avec:
- Stab III./NJG 1 à partir du Stab II./NJG 1
- 7./NJG 1 à partir de la 4./NJG 1
- 8./NJG 1 à partir de la 5./NJG 1
- 9./NJG 1 à partir de la 6./NJG 1

Le III./NJG 1 commence sa conversion sur des chasseurs Messerschmitt Bf 110 à partir d'août 1940, et le 10. et 11./NJG 1 sont formées avec le surplus de chasseurs Messerschmitt Bf 109E. Les 10. et 11./NJG 1 restent à Düsseldorf jusqu'en octobre 1940, quand les deux staffeln font mouvement sur Flessingue, et sont réunies comme verstärkte Jagdstaffel Holland (qui deviendra la 1./JG 1 en décembre 1940). 
En mai 1942, le 8./NJG 1 est renommée 8./NJG 4 et une nouvelle 8./NJG 1 est reformée avec les rescapés du III./NJG 1.
En septembre 1942, le 9./NJG 1 rejoint également la NJG 4 et devient 1./NJG 4 tandis qu'une nouvelle 9./NJG 1 est reformée avec les rescapés du III./NJG 1.
Le 30 mars 1945, le III./NJG 1 est réduit à la seule 7./NJG 1 quand le Stab., 8. et 9./NJG 1 sont dissous.
Gruppenkommandeure :
| Début             | Fin               | Grade     | Nom                                    |
| ----------------- | ----------------- | --------- | -------------------------------------- |
| 1er juillet 1940  | 1er novembre 1940 | Hauptmann | Conrad von Bothmer                     |
| 1er novembre 1940 | 1er février 1941  | Hauptmann | Schön                                  |
| 8 février 1941    | 5 juin 1942       | Major     | Adolf Edler von Graeve                 |
| 6 juin 1942       | 31 mai 1943       | Hauptmann | Wolfgang Thimmig (en)                  |
| 1er juin 1943     | 20 février 1944   | Major     | Egmont Prinz zur Lippe-Weißenfeld (en) |
| 1er mars 1944     | 8 mai 1945        | Major     | Martin Drewes (en)                     |

### IV. Gruppe
Formé le 1er octobre 1942 à Leeuwarden à partir du II./NJG 2 avec :
- Stab IV./NJG 1 à partir du Stab II./NJG 2
- 10./NJG 1 à partir de la 8./NJG 2
- 11./NJG 1 à partir de la 5./NJG 2
- 12./NJG 1 à partir de la 6./NJG 2

Le 30 mars 1945, le IV./NJG 1 se résume à la 10./NJG 1 quand le Stab., 11. et 12./NJG 1 sont dissous.
Gruppenkommandeure :
| Début             | Fin             | Grade     | Nom                      |
| ----------------- | --------------- | --------- | ------------------------ |
| 1er octobre 1942  | 1er août 1943   | Major     | Helmut Lent              |
| 1er août 1943     | 1er mars 1944   | Hauptmann | Hans-Joachim Jabs        |
| 1er mars 1944     | 26 octobre 1944 | Major     | Heinz-Wolfgang Schnaufer |
| 1er novembre 1944 | 8 mai 1945      | Hauptmann | Hermann Greiner (en)     |

### Ergänzungsgruppe
L'Ergänzungsstaffel/NJG 1 est formé en décembre 1940 à Ingolstadt-Manchingen. En octobre 1941, son effectif augmente pour devenir un Gruppe avec :
- Stab IV./NJG 1 à partir du IV./ZG 26
- 10./NJG 1 à partir de la Erg.Sta./NJG 1
- 11./NJG 1 à partir de la 11./ZG 26
- 12./NJG 1 à partir de la 12./ZG 26

Il est connu aussi comme IV.(Erg.)/NJG 1 entre octobre 1941 et octobre 1942.
Le 1er novembre 1942, il est renommé III./Nachtjagdschule 1 avec :
- Stab IV./NJG 1 devient Stab III./Nachtjagdschule 1
- 10./NJG 1 devient 4./Nachtjagdschule 1
- 11./NJG 1 devient 7./Nachtjagdschule 1
- 12./NJG 1 devient 8./Nachtjagdschule 1

Gruppenkommandeure :
| Début        | Fin               | Grade        | Nom                 |
| ------------ | ----------------- | ------------ | ------------------- |
| ?            | ?                 | Oberleutnant | Siegfried Wandam    |
| ?            | Octobre 1941      | Oberleutnant | Karl-Heinz Hollborn |
| Octobre 1941 | 11 décembre 1941  | Hauptmann    | Siebelt Reents      |
| ?            | ?                 | ?            | ?                   |
| 21 mars 1943 | 1er novembre 1942 | Hauptmann    | Helmut Peters       |

### Schulstaffel/NJG 1
Formé en juin 1944 à Twente à partir d'éléments du NJG 1.
En décembre 1944, elle est renommée 16./NJG 1, mais devient Stabsstaffel/NJG 1 le 1er janvier 1945. 

## As de la NJG 1
- Heinz-Wolfgang Schnaufer : 100 victoires sur 121[3]
- Werner Streib : 67 sur 68[4]
- Manfred Meurer : 59 sur 65[5]
- Hans-Dieter Frank : 54 sur 55[6]
- August Geiger : 54 sur 54[7]
- Georg-Hermann Greiner : 50 sur 51[8]
- Martin Drewes : 47 sur 52[9]
- Johannes Hager : 48 sur 48[10]
- Heinz Vinke : 46 sur 54[11]
- Hans-Heinz Augenstein : 46 sur 46[12]
- Reinhold Knacke : 45 sur 45[13]
- Dietrich Schmidt : 43 sur 43[14]
- Werner Baake : 43 sur 43[15]
- Helmut Lent : 40 sur 113[16]
- Eckart-Wilhelm von Bonin : 37 sur 37[17]
- Ernst-Wilhelm Modrow : 34 sur 34[18]
- Heinz Strüning : 33 sur 57[19]
- Walter Ehle : 33 sur 39[20]
- Herbert Lütje : 32 sur 50[21]
- Hans-Joachim Jabs : 31 sur 50[22]
- Karl-Heinz Scherfling : 29 sur 33[23]
- Friz Lau : 28 sur 28[24]
- Paul Gildner : 24 sur 43[25]
- Egmont zur Lippe-Weissenfeld : 23 sur 51[26]
- Heinz Grimm : 22 sur 27[27]
- Rudolf Sigmund : 20 sur 29[28]